# Jörg Bartel
Jörg Bartel (geboren 2. Mai 1957 in Essen; gestorben 31. Juli 2015) war ein deutscher Journalist.

## Leben
Jörg Bartel wuchs in Essen-Altendorf als Sohn eines Lehrers auf und studierte in München Germanistik, Theaterwissenschaft und Philosophie. Mitte der 1980er Jahre begann er als Lokalredakteur und Reporter bei der in Essen erscheinenden Neuen Ruhr/Rhein Zeitung (NRZ). Er reiste mit dem damaligen Außenminister Genscher nach Teheran und mit Johannes Rau zum Staatsbesuch in die USA. 1991 erhielt er den Theodor-Wolff-Preis, den Journalistenpreis der deutschen Zeitungen. Seit 1991 war er Feuilletonchef der Zeitung und beeinflusste das kulturelle Geschehen im Ruhrgebiet. Er wohnte in Mülheim an der Ruhr in der Kolumbusstraße. Aus seiner Wochenendkolumne Kolumbus & Co gingen zwei Bücher sowie diverse Lesungen hervor.

## Werke
- Und träumt jetzt schön, verdammt noch mal! Kiepenheuer und Witsch, Köln 1998, zuletzt als erweiterte Neuausgabe, Rohr, München 2006, ISBN 978-3-926602-19-0.
- Auf die Katz gekommen. Kiepenheuer und Witsch, Köln 2002.
- Kinder, Katzen, Katastrophen. Deutscher Taschenbuch-Verlag, München 2006.
- Ralph Lueger, Joachim Schumacher: Die Ruhr: Lebensader einer Region. Mit einem Essay von Jörg Bartel. Klartext, Essen 2008.